# Rio Inhaúma
Rio Inhaúma är ett periodiskt vattendrag i Brasilien.   Det ligger i delstaten Pernambuco, i den östra delen av landet, 1 500 km nordost om huvudstaden Brasília.
Omgivningarna runt Rio Inhaúma är en mosaik av jordbruksmark och naturlig växtlighet. Runt Rio Inhaúma är det ganska tätbefolkat, med 70 invånare per kvadratkilometer.